# WWE Raw (videogioco)
WWE Raw è un videogioco di wrestling del 2002, sviluppato da Anchor e pubblicato da THQ per Xbox e Microsoft Windows su licenza WWE.

## Caratteristiche
Il gioco offre una modalità tag team in cui quattro lottatori possono competere tra di loro. Inoltre è inclusa una modalità che permette al giocatore di creare e personalizzare un proprio wrestler, usandolo attraverso una serie di incontri sulla strada per il titolo di campione mondiale.

## Roster
| Uomini | Donne                                                            |
| --- | ---------------------------------------------------------------- |
| - Albert - Al Snow - Big Show - Billy Gunn - Bradshaw - Bubba Ray Dudley - Chris Benoit - Chris Jericho - Christian - Crash Holly - D-Von Dudley - Eddie Guerrero - Edge - Farooq - Fred Durst - Funaki - Haku - Hardcore Holly - Jeff Hardy - Justin Credible - K-Kwik - Kane - Kurt Angle - Matt Hardy - Perry Saturn - Raven - Rhyno - Rikishi - The Rock - Spike Dudley - Shane McMahon - Steve Austin - Steve Blackman - Tajiri - Taka Michinoku - Tazz - Test - Triple H - The Undertaker - Vince McMahon - William Regal - X-Pac | - Ivory - Lita - Molly Holly - Stephanie McMahon - Trish Stratus |